# Vještice iz Rija
Vještice iz Rija kolokvijalni je naziv za anonimni članak objavljen 11. prosinca 1992. u zagrebačkomu tjedniku Globus pod naslovom Hrvatske feministice siluju Hrvatsku. U njemu su petere hrvatske književnice, novinarke i publicistice - Jelena Lovrić, Rada Iveković, Slavenka Drakulić, Vesna Kesić i Dubravka Ugrešić optužene da su tijekom kongresa PEN-a u Rio de Janeiru navodno lobirale protiv održavanja idućeg kongresa u Dubrovniku. Spisateljice su bile demonizirane kao državni neprijatelji antihrvatskog usmjerenja. Huškački tekst bavio se je njihovim porijeklom, bračnim i obiteljskim statusima i intimnim biografijama.  
Neke od njih poslije toga su bile izložene javnim prozivkama kao izdajice te brojnim prijetnjama. Jedna od njih, Dubravka Ugrešić, godinu dana nakon objave teksta napustila je Hrvatsku. 
Kasnije se pokazalo da je autor anonimnoga pamfleta Globusovog investigativnog tima ugledni hrvatski publicist, savjetnik i teniski partner prvoga hrvatskoga predsjednika, sociolog Slaven Letica. Članak je postao predmetom tužbi. Presudom iz 2004. Globus je tako Slavenki Drakulić morao isplatiti 60000 kuna. Drakulić je u kasnijem intervjuu izjavila da je namjera uredništva bila nepromišljena i neodgovorna, ali da ne misli da je bila toliko zla u smislu namjere izazivanja štete koju je tekst njima napravio. Smatra da je u ozračju paranoje otkrivanje izdajica bilo u modi, čime su mediji dobivali političke poene jer su bili servis tadašnje vlasti.
Uz raniji trodijelni napad na glumicu Miru Furlan Globusovog investigativnog tima naslovljen Težak život lake žene (u stvarnom autorstvu novinara Renea Bakalovića) članak s podnaslovom Vještice iz Rija smatra se jednim od najočitiji primjera utjecaja režima novostvorene države na novinarstvo i slobode govora u Hrvatskoj.